# エドワード8世 (イギリス王)
エドワード8世（英語: Edward VIII、全名：エドワード・アルバート・クリスチャン・ジョージ・アンドルー・パトリック・デイヴィッド（Edward Albert Christian George Andrew Patrick David）、1894年6月23日 - 1972年5月28日）は、グレートブリテンおよび北アイルランド連合王国（イギリス）ならびに海外自治領（The British Dominions beyond the Sea）の国王、インド皇帝（在位：1936年1月20日 - 1936年12月11日）、ウィンザー朝の第2代国王である。退位後の称号でウィンザー公爵（The Prince Edward, Duke of Windsor）としても知られる。また、ネクタイの結び方のウィンザーノットを取り入れたとの俗説があり(ただしエドワード8世自身がこの説を回想録『家族のアルバム』で否定している)、新しいファッションスタイルを取り入れたことでも有名である。
離婚歴のある平民のアメリカ人女性ウォリス・シンプソンと結婚するためにグレートブリテン王国成立以降のイギリス国王としては歴代最短の在位期間わずか325日で退位した「王冠を賭けた恋」で知られている。

## 生涯

### 出生

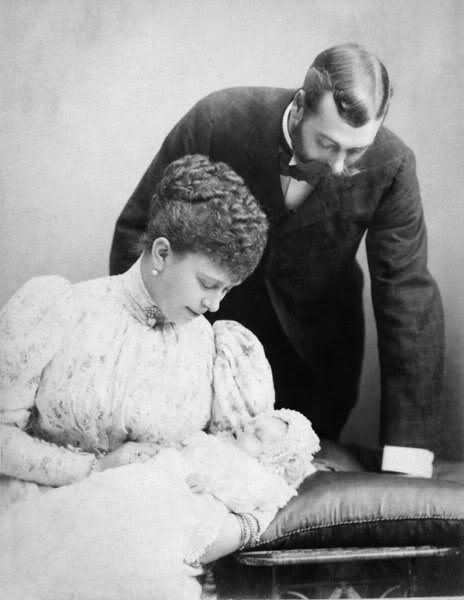
生後間もないエドワードと両親

当時ヨーク公だったジョージ王子（後のジョージ5世）とメアリー妃の長男として生まれる。弟にジョージ6世、グロスター公ヘンリー、ケント公ジョージ、妹にハーウッド伯爵夫人メアリーがいる。
7月16日、ホワイト・ロッジでカンタベリー大主教エドワード・ホワイト・ベンソンによって洗礼を施された。名前のうち、アルバートは伯父クラレンス公アルバート・ヴィクター、クリスチャンは曾祖父のデンマーク国王クリスチャン9世にそれぞれちなんだもので、アルバートは曾祖母ヴィクトリア女王の強要によって含まれたものだった。また、洗礼名のジョージ・アンドルー・パトリック・デイヴィッドは、いずれもイングランド、スコットランド、アイルランド、ウェールズの守護聖人にちなんだものだった。ちなみに、家族と友人からは終生、最後の洗礼名で“デイヴィッド”と呼ばれ続けていた。

### 教育

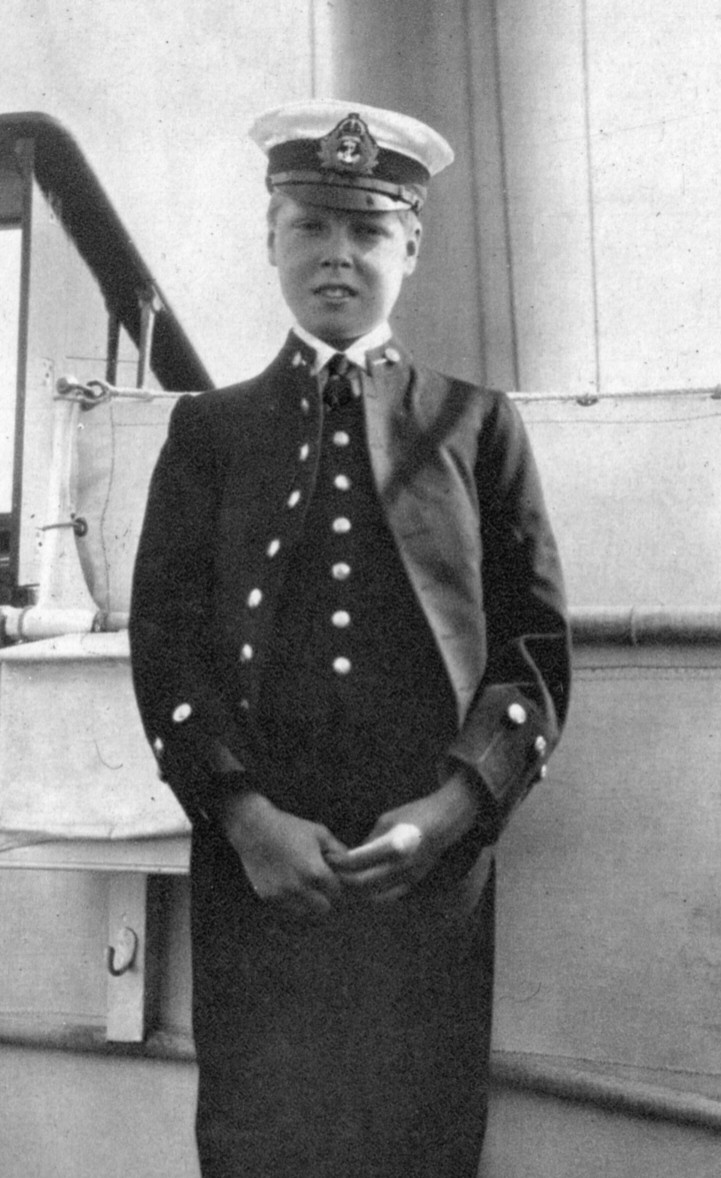
祖母アリックスによって撮影された幼少時のエドワード

幼少期は、当時のイギリスの上流階級の家庭の常として、両親ではなく乳母からしつけを受けた。しかし、弟のアルバート（ジョージ6世）とともに、乳母の一人から両親が不在の度に体をつねられるなどの虐待を受け、エドワードが異常なまでに泣き叫ぶことから、両親が慌ててその乳母を追い出したこともあった。
13歳頃まで自宅で家庭教師によって厳格な教育を施された。1907年からは、オズボーン海軍兵学校で教育を受けたが、海軍軍人となるべく施される過酷なトレーニングやスパルタ教育、寮生活などといったそこでの生活には馴染めず、特に一番苦手だった数学に関しては、他の生徒とは別に休日に補習授業を受けることも多く、祖父エドワード7世にしばしば涙ながらに愚痴をこぼしていたという。オズボーンで2年間を過ごした後は、ダートマスの海軍兵学校に移り、2年間にわたる教育を受けることとなった。ダートマスでの生活では、以前よりはある程度の自由があったものの、そこでも同級生からいじめを受けるなどの経験をした。校長が、エドワードが必要以上に頻繁に鉄拳制裁を受けていることを訝しがり、上級生達を説いただした。その結果、彼らは自分が将来艦長になった時、部下に「自分は嘗て、キングを蹴ったことがある」と自慢したかったから、というだけの理由で彼に厳しく当たっていたことが判明している。エドワード自身もこの頃には、既に自分には海軍士官としての素質は、無いことを自覚していたという。
1910年に、エドワード7世が死去したことに伴い、プリンス・オブ・ウェールズとなったエドワードは、将来の国王として即位するための準備を始めなければならなくなり、兵学校の卒業を前にして、正式な海軍軍人としてのコースから外されることとなった。1911年に戦艦「ヒンドゥスタン」での3ヶ月の研修を経て、士官候補生となった後は、オックスフォード大学のモードリン・カレッジに入学し、ここも正式な課程を経ずに修了した。

### 王太子時代

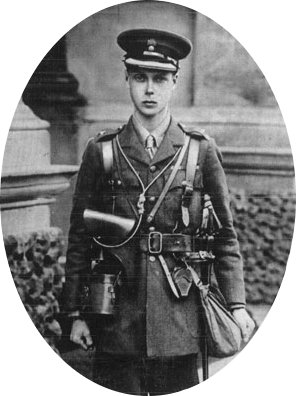
ウェールズ大公エドワード（1915年）

1910年5月6日にロスシー公並びにコーンウォール公、同年6月23日にプリンス・オブ・ウェールズ並びにチェスター伯となり、翌1911年7月13日にウェールズのカーナーヴォン城で叙位式を行った。その際、ウェールズ語で答辞を述べ、これは以降のプリンス・オブ・ウェールズの答辞として定着することとなる。
これと相前後して第一次世界大戦が勃発し、軍に志願できる最低限の年齢に達していたエドワードは、軍への入隊を熱望し、1914年6月に陸軍のグレナディアガーズに入隊、自らを一兵士として最前線に派遣するよう直訴した。しかし、陸軍大臣であるホレイショ・キッチナーが、「王位継承権第1位にあるプリンス・オブ・ウェールズが捕虜となるような事態が起こればイギリスにとって莫大な危害が及ぶ」との懸念を示したことから、拒否されることとなった。
それでも、エドワードは最前線を可能な限り慰問に訪れ、これにより1916年にはミリタリー・クロスを授与された。この事は、後に退役軍人の間で大きな人気を得ることに繋がったが、彼自身は「僕は、この勲章にちっとも相応しくない人間だ。戦わず、命の危険を味わう事も無く、メダルを付けるなんて恥ずかしい。僕よりも勲章を受けるべき勇士は、幾らでも居るのに」と嘆いたという。1918年には空軍で初めての飛行を行い、後にパイロットのライセンスを取得した。
1922年（大正11年）来日（詳細後述）。
大戦後は、海外領土における世論が宗主国イギリスに対して反発的になるのを防止すべく、自国領や植民地を訪問した。その一方で世界各国を歴訪し、訪問先では度々絶大な歓迎を受け、ロイド・ジョージ首相からは「私たちの最も素晴らしい大使」と評された。
また、失業問題や労働者の住宅問題に関心を寄せ、いわゆる「平民」や一兵卒のなかに飛び込んで、気さくに言葉を交わし、王族の人間としては最初に煙草を吸っている（喫煙する）ところを新聞社に撮影させたり、ラジオ放送に出演したことでも知られている。他にも、オックスフォード大学在学中には、キャンパス内でバンジョーを弾きながら「赤旗の歌」（王制を否定する共産主義の歌）を歌ったり、ロンドンの高級レストランでオーストラリア国防軍の兵隊達が店員から食事を拒否されている場面を目の当たりした際は、兵隊全員を自分のテーブルに招いて食事を振舞った、などといったエピソードもあり、マスコミからは「比類なき君主制度のPRマン」などと評されるなど、国内外を問わず大変な人気者となった。
しかし一方で、オーストラリアを訪問した際に先住民アボリジニのことを「私がこれまでに見た生物での中でも、最も醜悪な容姿をしている。彼らは人間の中でも最も猿に近い」などという人種差別そのものの発言をして、物議を醸したこともあった。

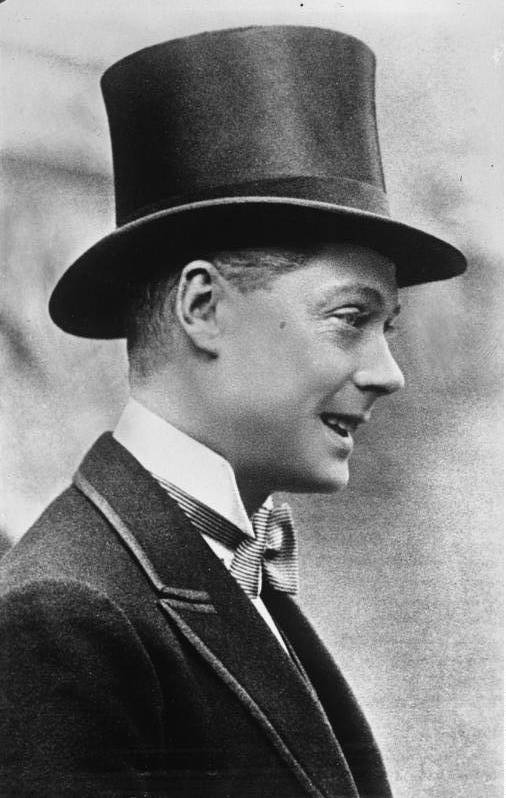
ウェールズ大公エドワード（1932年）

また、刺繍やキツネ狩り、乗馬、バグパイプの演奏、ゴルフ、ガーデニングなど非常な多趣味で知られていただけでなく、ヨーロッパでも屈指のプレイボーイとしても有名で、14年間愛人関係にあったフリーダ・ダドリー・ウォード自由党庶民院（下院）議員夫人をはじめとして、貴族令嬢から芸能人まで交際相手は幅広かった。また、黒人歌手のフローレンス・ミルズがプリンス・オブ・ウェールズとの関係を「あなたにあげられるもの、それは愛だけ」と歌って、一躍人気歌手の仲間入りを果たしたり、エドワードとの赤裸々な情事を綴ったテルマ・ファーネスとその妹による暴露本がベストセラーになるなど、その美男子ぶりと派手な女性遍歴から「プリンス・チャーミング」や「世界で一番魅力的な独身男性」などと評されたこともあった。
そんな中、アメリカ人既婚者女性ウォリス・シンプソンとの交際が1931年頃から始まる。気さくな性格で、母親からの愛情に恵まれないまま育ったことから年上の女性や人妻からの温もりを求めがちだったエドワードにしてみれば、自由奔放かつ博識で（実際には年下であったが）母性を感じさせるウォリスの存在は大変に魅力的であり、彼女との結婚を真剣に検討するようになる。
しかし、ウォリスは離婚歴を持ち、また交際当時にはれっきとした人妻であった。しかもイングランド国教会では離婚は禁じられているにもかかわらず、エドワードは無理にウォリスを離婚させて王太子妃として迎え入れようとしていた。この行為は将来イングランド国教会首長兼務の連合王国国王（イギリスの君主）となる「プリンス・オブ・ウェールズ」としての立場上許されることではなく、階級社会にあるイギリスの世論も身分を問わず国民大多数がこの交際と将来の成婚に反発した。この問題に悩まされた父国王ジョージ5世は、人妻ばかりと交際し続けるエドワードの性癖を本気で軽蔑し、2人の間には言い争いが絶えず、1935年9月にカンタベリー大主教コズモ・ラングと協議を重ねたが結論は見出せず、「自分が死ねば、1年以内にエドワードは破滅するだろう」と言い残した。

### 国王時代

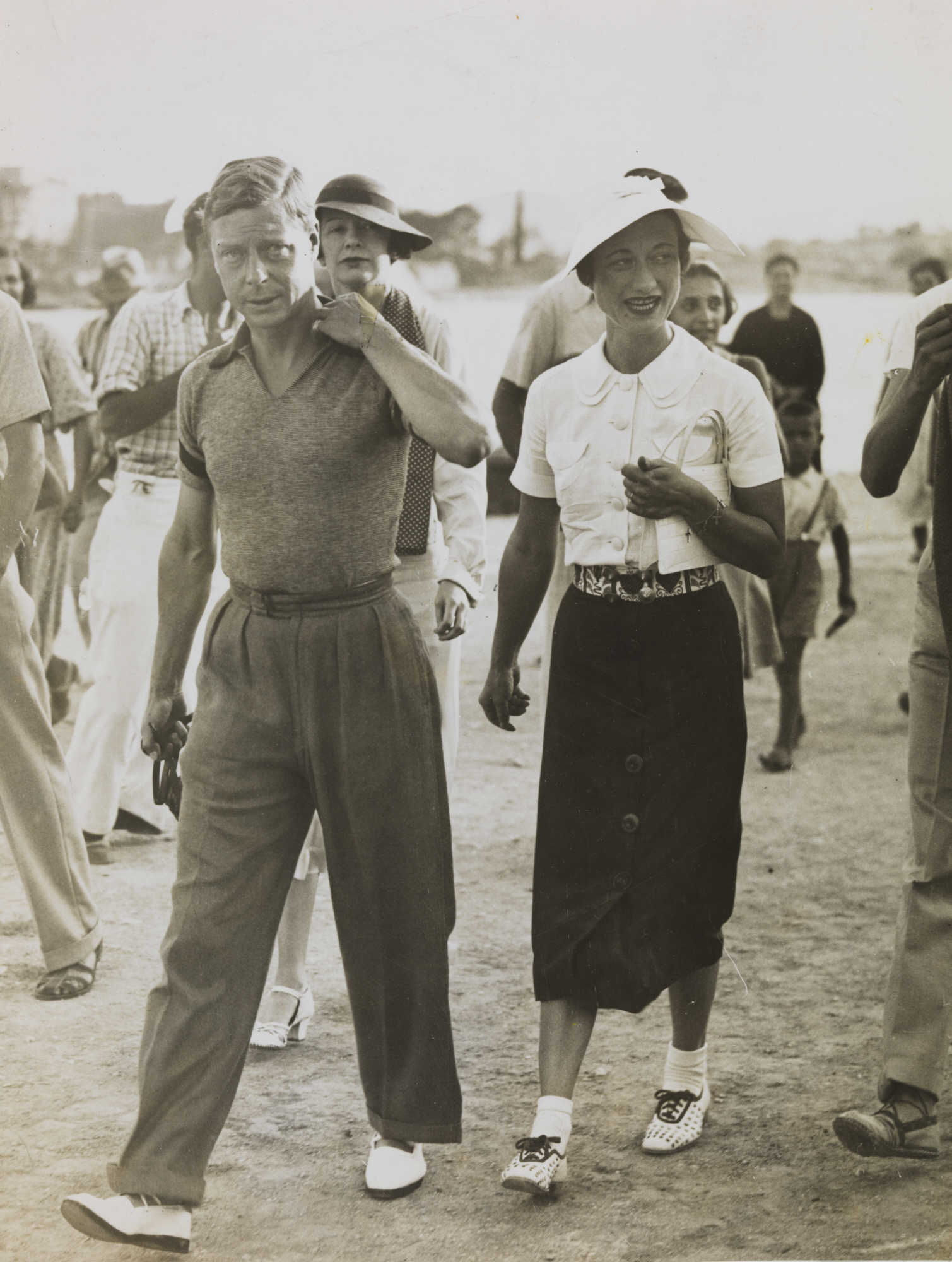
ユーゴスラビアでウォリスとともに休暇を過ごすエドワード8世（1936年）

1936年1月のジョージ5世の崩御後、独身のまま「エドワード8世」として王位を継承し、即位式にはウォリスが立会人として付き添った。しかし、王室関係者はウォリスを「ただの友人」扱いをしたため、エドワード8世はウォリスに対して「愛は募るばかりだ。別れていることがこんなに地獄だとは」などと熱いまでの恋心を綴ったラブレターを送ったり、これ見よがしにウォリスと同年の8月から9月の間に王室の所有するヨットで海外旅行に出かける、ウォリスと共にペアルックのセーターを着て公の場に登場する等アピールを繰り返した。しまいには、スタンリー・ボールドウィン首相らが出席しているパーティーの席上で、ウォリスの夫アーネストに対して「さっさと離婚しろ」などと恫喝した挙句に暴行を加えるなどといった騒ぎまで引き起こした。
また、ウォリスも10月27日に離婚手続きを済ませいつでも王妃になれるよう準備をしたが、エドワードとの関係を持ちながら、同年8月より駐英ドイツ大使となったヨアヒム・フォン・リッベントロップとの関係があったと取りざたされた上に、エドワード8世はアドルフ・ヒトラーやベニート・ムッソリーニらファシストに親近感があるような態度を取り、この言動は保守党内における抗争の火種にまで発展することとなった。
エドワード8世はウィンストン・チャーチルと相談しながら、「私は愛する女性と結婚する固い決意でいる」という真意を国民に直接訴えようと、ラジオ演説のための文書を作成する準備をしたが、ボールドウィン首相は演説の草稿の内容に激怒し、「政府の助言なしにこのような演説をすれば、立憲君主制への重大違反となる」とエドワード8世に伝えた。チャーチルは「国王は極度の緊張下にあり、ノイローゼに近い状態」であるとボールドウィン首相に進言したが、ボールドウィン首相はそれを黙殺し、事態を沈静化させるために意を決し、1936年11月にエドワード8世の側近である個人秘書のアレグザンダー・ハーティングを呼び寄せてエドワード8世のもとに派遣し、「王とシンプソン夫人との関係については、新聞はこれ以上沈黙を守り通すことはできない段階にあり、一度これが公の問題になれば総選挙は避けられず、しかも総選挙の争点は、国王個人の問題に集中し、個人としての王の問題はさらに王位、王制そのものに対する問題に発展する恐れがあります」という文書を手渡し、王位からの退位を迫った。

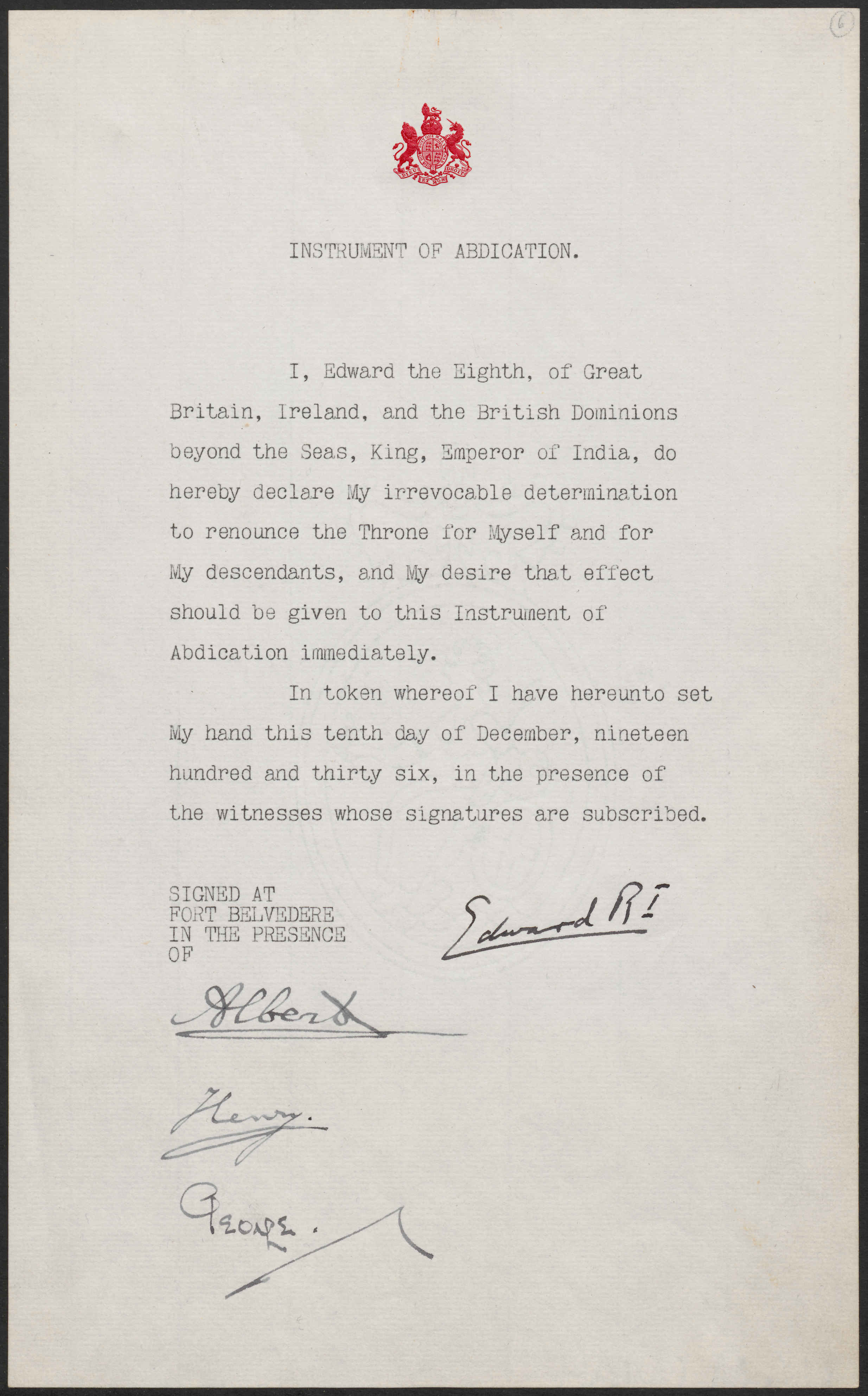
エドワード8世と3人の弟達のサインが記入された退位文書

この文書をきっかけにエドワード8世は退位を決意し、12月8日に側近に退位する覚悟を決めたことを伝えた。イギリス国内では、7日頃からエドワード8世がウォリスとの結婚を取り消すことを発表するだろうとの噂が流れていたが、9日の夜頃に一転して、国民の間でも退位は確実との情報が流れて、国内には宣戦布告をも上回る衝撃が走ったといわれている。12月10日に正式に詔勅を下し、同日の東京朝日新聞をはじめとする日本国内の各新聞社の夕刊もこのニュースをトップで報道した。同日午後3時半に、ボールドウィン首相が庶民院の議場において、エドワード8世退位の詔勅と、弟のヨーク公が即位することを正式に発表した。
この影響で、シティでは電話回線がパンクし、ビジネスマン達はエドワード8世退位による経済変動の対策に追われ、映画館では字幕スーパーでニュース速報が流れ、上映終了後に観客全員に起立を呼びかけたうえで『国王陛下万歳』が演奏された。ロンドンの市街地では、ウエスト・エンドをはじめとする商業施設の機能が停止し、群集が午後4時頃から出された号外を奪い合い、バッキンガム宮殿に出入りする王族を一目拝そうと宮殿付近に殺到するといったような事態にまでなり、ロンドンの街は大混乱に陥った。
そして翌日の12月11日午後10時1分にBBCのラジオ放送を通じて、王位を継承するヨーク公への忠誠、王位を去ってもイギリスの繁栄を祈る心に変わりはないことを国民に語りかけた上で、王である前に一人の男性であり、自分の心のままに従いたく、ウォリスとの結婚のために退位するのに後悔はないとして、「私が次に述べることを信じてほしい。愛する女性の助けと支え無しには、自分が望むように重責を担い、国王としての義務を果たすことが出来ないということを。(But you must believe me when I tell you that I have found it impossible to carry the heavy burden of responsibility and to discharge my duties as King as I would wish to do without the help and support of the woman I love.)」 という言葉で名高い退位文書を読み上げた。在位日数はわずか325日で、1483年のエドワード5世以来453年振りに未戴冠のまま退位した国王となった。この一連の出来事を「王冠を捨てた」または「王冠を賭けた恋」とも言う。
放送終了後に、王族と最後の食事を摂った「元国王」のエドワードは、日付が変わった12月12日深夜にポーツマスの軍港から出航し、イギリスを去った。

エドワード8世国王陛下の退位宣言への効力付与等のための法律（英国）
第1条 国王陛下の退位宣言の効力
（1）1936年12月10日に現国王陛下（注：エドワード8世）により作成され、この法律の附則にも付した退位宣言書は、この法律に国王が裁可した後ただちにその効力を発する。これにより国王陛下は国王の職を解かれ、王位を失い、王位継承第一位の王族の一員により王位及びこれに付随する全ての権利、特権、権威が引き継がれる。
（2）国王陛下、もしあれば同陛下の子および同陛下の子の子孫は、同陛下の退位後は、王位継承に関していかなる権利も資格も利害も有せず、それゆえ1701年王位継承法第1条の規定はそのように解釈される｡
（3）1772年王室婚姻法の規定（注：婚姻に国王の許可が必要、などの定め）は、国王陛下の退位後は、同陛下、もしあれば同陛下の子および同陛下の子の子孫には適用されない｡
第2条
この法律は、1936年国王陛下退位宣言法として引用することができる。（1936年12月11日法律第3号）（抄）
附則
私こと、グレートブリテン、アイルランドおよび英国海外自治領の国王であり、インド皇帝であるエドワード8世は、私および私の子孫のために王位を放棄する私の不退転の決断と、この退位宣言書にただちに効力が付されることを望む私の気持ちをここに表明する。
その証として、次に署名のある者の立会いの下、1936年12月10日、ここに名を記す。
国王・皇帝 (Rex Imperator) エドワード
アルバート、ヘンリー、ジョージの立会いの下、フォート・ベルヴェディアにて署名

### 退位後

#### ウォリスとの結婚
退位後は、弟のヨーク公が「ジョージ6世」として即位した。エドワードはオーストリアへ渡り、退位後の行動を嗅ぎ回るマスコミから身を守るために、イギリス政府が用意したスイスのチューリッヒにあるホテルではなく、祖父の代から親密な関係にあったロスチャイルド家によって準備された、ウィーン郊外のエンツェスフェルト城において、退位から2日後の12月13日より隠遁生活を始めた。その後はフランスへ渡り、翌1937年3月8日に「ウィンザー公」の称号を与えられた。
5月4日にウォリスと約半年ぶりに再会し、正式に結婚。父ジョージ5世の誕生日でもある6月3日にフランスのトゥール近郊のシャトゥー・ドゥ・キャンデにあるサロンでごく親しい友人のみを招いて挙式した。
以後、王室とはしばらくの間疎遠となり、特に母メアリー王太后と弟ジョージ6世の妻エリザベス王妃とは完全な絶縁状態となった。当初、ウィンザー公はフランスで1、2年間「亡命生活」を過ごした後、再度イギリスで生活することを仮定していたが、メアリー王太后とエリザベス王妃を味方につけたジョージ6世が「許可を得ずに帰国するようなことがあれば、王室からの手当を打ち切る」と至極当然な態度に出たため、これが欲しいウィンザー公はイギリスにもどらず実現には至らなかった。

#### ドイツとの親密な関係

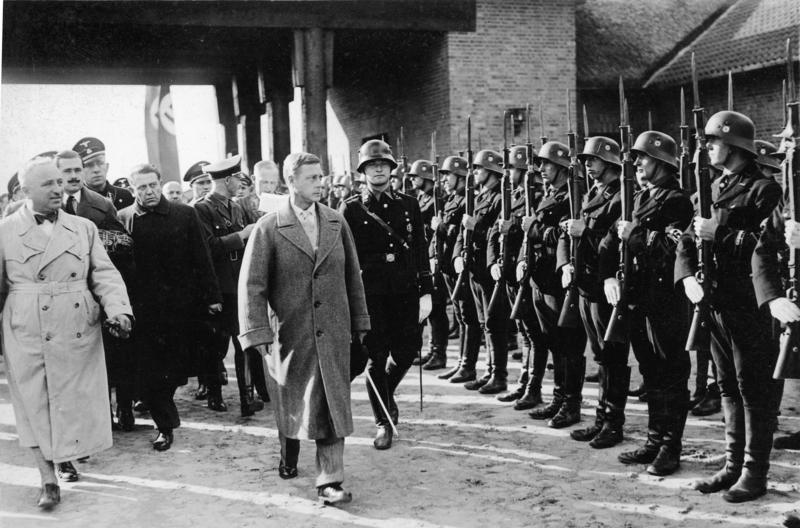
ロベルト・ライ博士とともに親衛隊を視察するウィンザー公（1937年10月13日）

1937年10月、ウィンザー公夫妻はイギリス政府の忠告に反してアドルフ・ヒトラーの招待を受けてドイツを訪問し、ヒトラーの山荘であるベルヒテスガーデンに滞在した。夫妻の訪独はドイツのメディアで大々的に報道され、滞在中の挨拶は当時のドイツ人をまねて「ナチス式敬礼」で通していた。
ドイツによる国賓扱いや国民の歓迎を受けたことで、夫妻の自尊心と虚栄心は満たされたものの、ドイツのオーストリア併合やチェコスロバキア併合の実施など、ドイツによる覇権拡大政策をめぐりヨーロッパにおける情勢が緊迫を増し、英独関係が悪化を続けた後もしばしばドイツを訪問した。当時イギリスではネヴィル・チェンバレン政権によるドイツに対する宥和政策が進められていたものの、ウィンザー公夫妻による度を越したドイツへの肩入れは、「ドイツに誤ったシグナルを送るもの」として、イギリス王室と政府、そしてマスコミから強い反発を受けた。
1939年9月1日にドイツがポーランドへの侵攻を開始したことを受けて、9月3日にイギリスとフランスがドイツに宣戦布告した直後に、ルイス・マウントバッテンの命令で、夫妻は滞在先のフランスから海軍駆逐艦「ケリー」で強制的に帰国させられ、ウィンザー公はフランスのマジノ線における陸軍の軍事作戦に従軍する少将に任ぜられた。
しかしウィンザー公夫妻は、イギリス陸軍少将に任ざれたものの、そのままイギリスに留まることを拒否しフランスに戻ったが、1940年5月のドイツのフランス国内への進軍に伴い、夫妻は南へ移住することを決め、同月にフランスのビアリッツ、6月にスペインに滞在した後、7月にポルトガルのリスボン在住の英独双方と接触を持つ銀行員の邸宅に身を寄せた。
リスボン滞在中の1940年7月に、ヒトラーが「イギリス政府の理性的反省にもとづく和平交渉に臨む用意がある」としたうえで、「この提案を無視すればイギリス本土での全面戦争も辞さない」と述べたことに対し、ウィンザー公はロイド・ジョージ等とともに和平に応じるよう呼びかけた。このウィンザー公の言動に対して、以前はウィンザー公に対して好意的であったが、今や対独強硬派のチャーチル首相が「ウィンザー公の欧州戦争に対する影響力を最小限に止めたい」と主張したことや、後述のスパイの報告から、イギリス政府は8月18日に急遽、ウィンザー公をイギリスの植民地であり、ヨーロッパの戦場から遠く離れたバハマにおける総督と駐在イギリス軍の総司令官に任命し、直ちにウィンザー公夫妻を同地に送った。
総督とはいえ、実際には名誉職であり、閑職も同然という状態であったが、バハマを「3等植民地」として言及し、農業生産の拡大や子供たちを対象とした診療所の開設など、同地域における貧困対策に尽力する姿勢は、一定の評価を受けた。しかし、前述のような人種差別志向から、ウォリス夫人と同様、現地の黒人を差別するような言動も多かったと言われている。

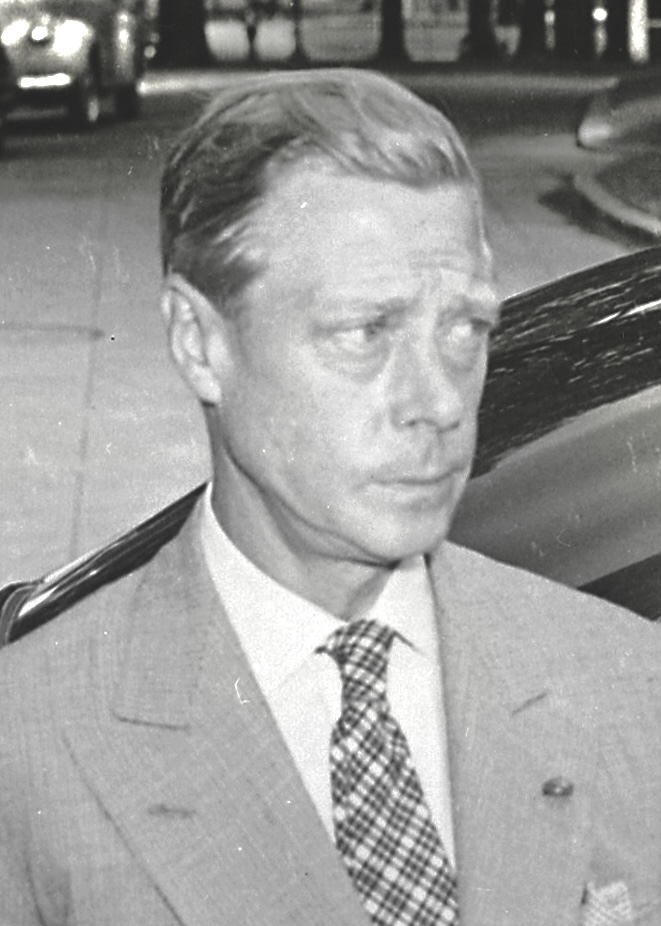
バハマ総督時代（1945年）

さらに、プラハにいたイギリスのスパイから外務次官宛の1940年6月付の報告で「ウィンザー公が水面下でドイツ政府と交渉を行った結果、ウィンザー公とドイツ政府の間で、ウィンザー公を首班とした反政府組織の設立にドイツが協力することと、ドイツが勝利した後に自身をイギリス国王へ返り咲かせる（そしてウォリスを王妃に就かせる）という密約を結んだ」ことが明らかになった（なおこのような報告があった事実は2010年代まで公表されなかった）上に、連合国の情報をドイツにリークしていたという疑惑も挙がった。
ウィンザー公はこのような疑惑や、「バハマ総督の職務以上の事に関与しようとしている」ことを否定したものの、1941年4月に夫人と共に、沖合でドイツ海軍のUボートが活動していたアメリカのフロリダ州パームビーチに出向いた際は、ルーズベルト大統領の指令により、常にFBIの監視下に置かれていたと言われている。なお、ドイツの降伏の1か月半前の1945年3月16日に総督を辞任した後は、イギリスに帰国せずに同年8月の第二次世界大戦終了までアメリカでバカンスを過ごした。
なお、第二次世界大戦後に自ら認めた回顧録『ある王の物語』の中でウィンザー公は、自らを親独派であったことを認めたうえで、「決してナチズムを支持していた訳ではない」と釈明した。また戦後、アルベルト・シュペーアが、ヒトラーは「ウィンザー公との接触を失ったことは、我々にとって、大きな痛手だった」という旨の発言をしていたと証言しており、ドイツ政府が水面下でウィンザー公と接触していたこと、そしてそれに気づいたイギリス政府が接触を切ったことが明らかになった。
他にも、ヒトラーはイギリスを降伏させたあとの傀儡政権のトップとしてウィンザー公を国王に復位させるべく、ヴァルター・シェレンベルク親衛隊少将に命じて、リスボン滞在中のウィンザー公を誘拐する作戦を企てていた事が、後年明らかになっている。

#### 戦後
第二次世界大戦後はフランスに戻り、ヌイイ＝シュル＝セーヌ境界側パリ16区ブローニュの森内にあるヴィラ・ウィンザー (Villa Windsor) に居住した。フランス政府から所得税を免除され、パリ市から提供された住宅に住むといった、悠々自適の生活を過ごす一方で、モンテカルロやマイアミ、グシュタードなど、世界中の浮世離れした歓楽地をぐるぐる回るだけのつまらないものとなった。夫妻でホワイトハウスのアイゼンハワー大統領を訪問したり、エドワード・R・マロー司会の「Person to Person」に出演するなど、責任を持たない好き勝手で贅沢な活動を続けていた。

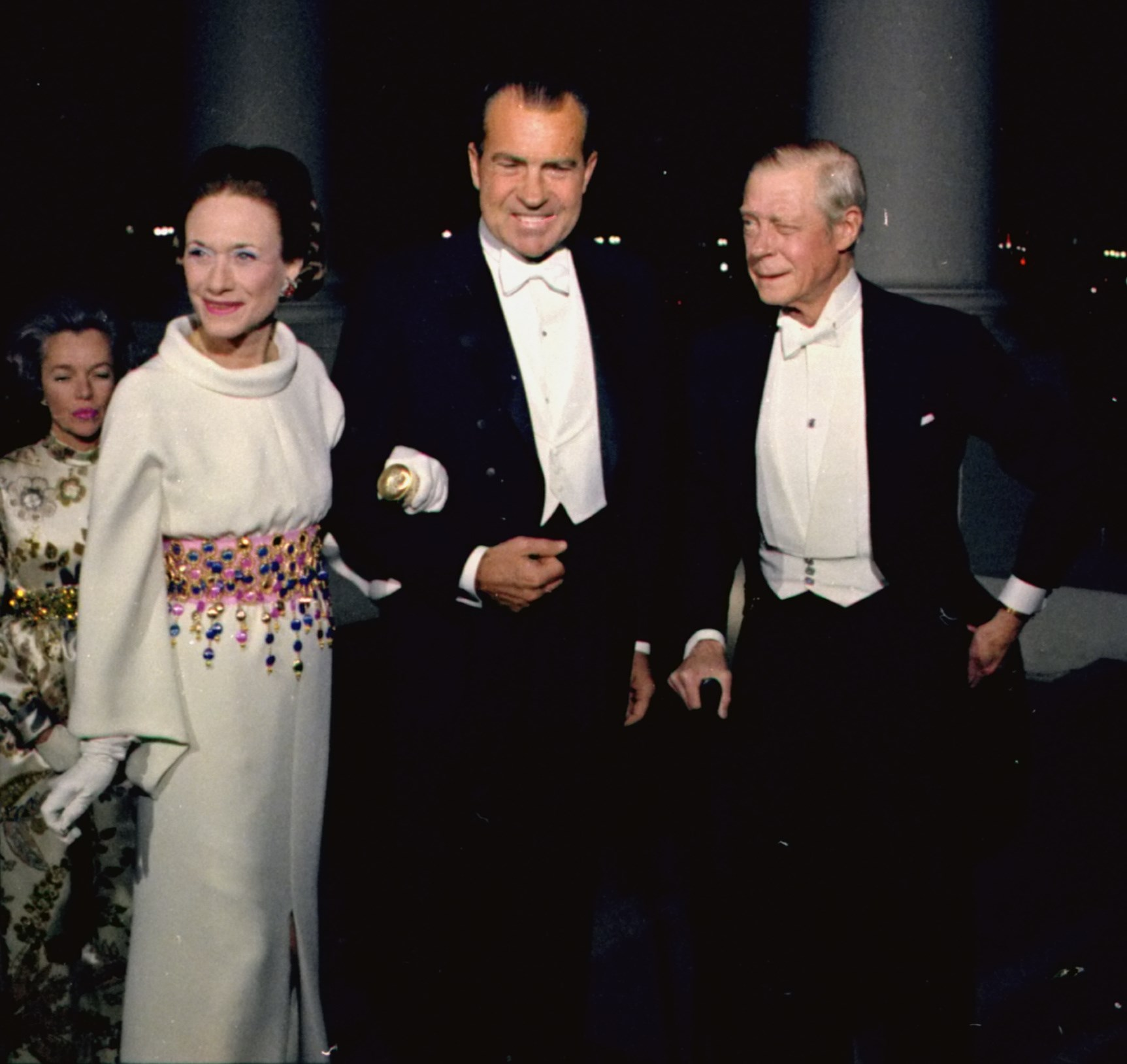
ニクソン大統領とともに（1970年4月4日）

当然イギリス王室との不和な状態は相変わらずであり、王室はウォリスを決して「ウィンザー公夫人」として受け入れようとはしなかった。特に、メアリー王太后がウォリスを王室に受け入れることを頑なに拒んだため、1952年のジョージ6世の死去の際などへの参列ではウォリスを伴うことをためらって単身で参列し、1953年6月2日に行われた姪のエリザベス2世の戴冠式には出席せず、パリの自宅でテレビ中継を観るだけに留まった。
しかし、1965年になってエリザベス2世、妹のプリンセス・ロイヤル・メアリー、義妹に当たるケント公爵夫人マリナの3名の名義によって初めて公式に夫妻で招待され、事実上ウォリスが「ウィンザー公夫人」として認められることとなった。このことから、同年に執り行われたプリンセス・ロイヤル・メアリーの葬儀、1967年のメアリー王太后の生誕100周年記念式典、1968年のマリナの葬儀には、夫妻で出席した。
晩年には、アメリカのリチャード・ニクソン大統領とも親密な関係になり、BBCのインタビューに答えるなど、衰えを感じさせない活動ぶりを見せていた。しかし実際には、60年代の中頃からウィンザー公は体調を崩してしまうようになり、1964年12月には腹部大動脈瘤、翌1965年2月には左眼の網膜剥離の手術を相次いで受けたほか、1971年末には食道癌を発症したことから放射線療法を受けた。
1971年10月4日には、公邸でヨーロッパ訪問中の昭和天皇と半世紀ぶりに会見した。二人で肩を組み合ってカメラにおさまっていた姿を側近が目撃している。

### 死去
エリザベス2世は、1972年にフランスを公式訪問した際、5月18日にブローニュのウィンザー公邸を訪問し、末期の食道癌で重体のウィンザー公を見舞った。その10日後の現地時間5月28日午前2時25分に、ウィンザー公は死去した。そのニュースは、「ウィンザー公ひっそり逝く」「祖国を出て36年、世紀の恋の終焉」「枕辺に最愛のシンプソン夫人」などといった形で、世界各国で大々的に報道された。
遺体はイギリスに帰り、死去から8日後の6月5日に葬儀が執り行われたが、その際ウォリスは、エリザベス2世らが宥めるのを聞かないほど、取り乱して号泣していたという。遺体は他の王族と同様に、王室墓地に埋葬されることとなった。その後、ウォリスは1986年に亡くなり、遺産は遺言でパスツール研究所に全額寄付された。因みに、二人の間に子はいなかった。
ウォリスとの結婚や退位については、「もし時計の針を元に戻せても、私は同じ道を選んだでしょう」として亡くなるまで一度も後悔しなかったが、テレビインタビューでほじくり返すように、この件について質問してきたインタビュアーに対しては、露骨に不快感を示す一幕もあったという。

## 来日
1922年4月12日、裕仁親王（後:昭和天皇）の訪欧に対する返礼として、プリンス・オブ・ウェールズとして巡洋戦艦レナウンで来日した。宮内省からの依頼で大正天皇や摂政宮裕仁に代わって男爵三井高棟が一行を迎え、晩餐会や能観賞などで接待をした。
4月16日に新宿御苑にて観桜会に参加、4月17日に浜離宮の鴨場で鴨猟をしたほか、4月18日15時30分頃に、吹上御苑から日比谷公園へ向かう途中で、イギリス王族としては初めて靖国神社にて降神の祝詞に続いて玉串を捧げた。
来日に際しては、鉄道省により国賓用展望車10号と食堂車11号の両御料車および寝台車スイネ28110（後の700号供奉車）の3両が鉄道省大井工場で製造されている。5月5日には大阪電気軌道（現:近鉄奈良線）の奈良駅〜上本町駅間の電車に乗車した。また、京都などを回って皇族や軍人などと面談したほか、鹿児島県では島津家の邸宅（現:仙巌園）を訪ね、鎧兜を着用して祝賀会に出席した。
パーティでは随行員らとともに、着物姿と法被姿を披露した。法被は名入りのものを京都で自らあつらえた。襟に髙島屋呉服店配達部とあるものもあり、人力車夫に扮した姿が残されている。日本側の歓迎や来日時の動静・写真は、東京市 編『英国皇太子殿下東京市奉迎録』や、大阪毎日新聞社編 『答礼使御来朝記念写真帖』に記録されている。

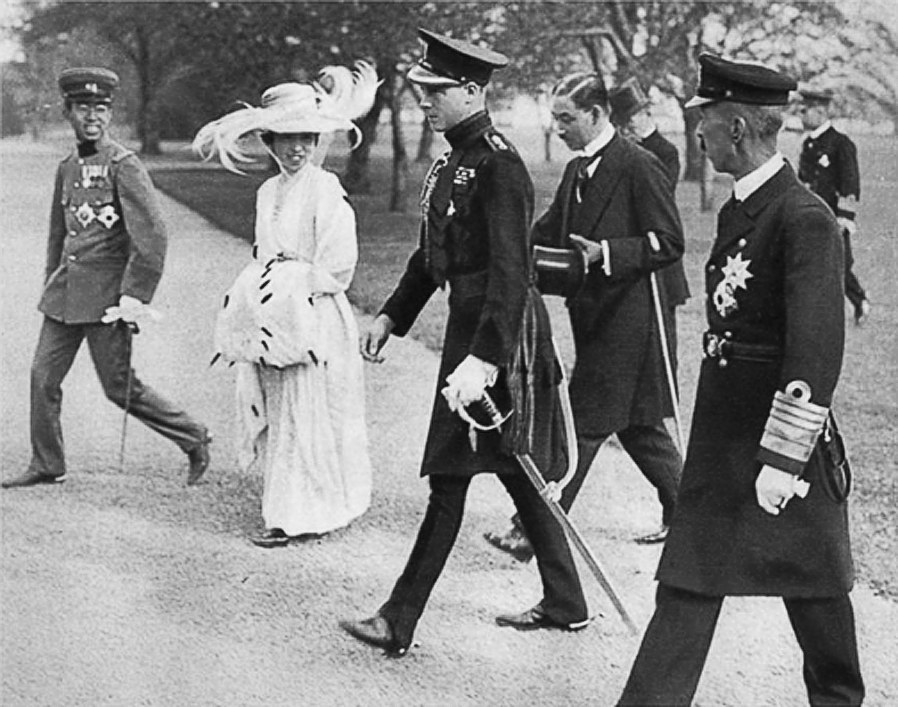
4月16日午後3時から新宿御苑で行われた観桜会
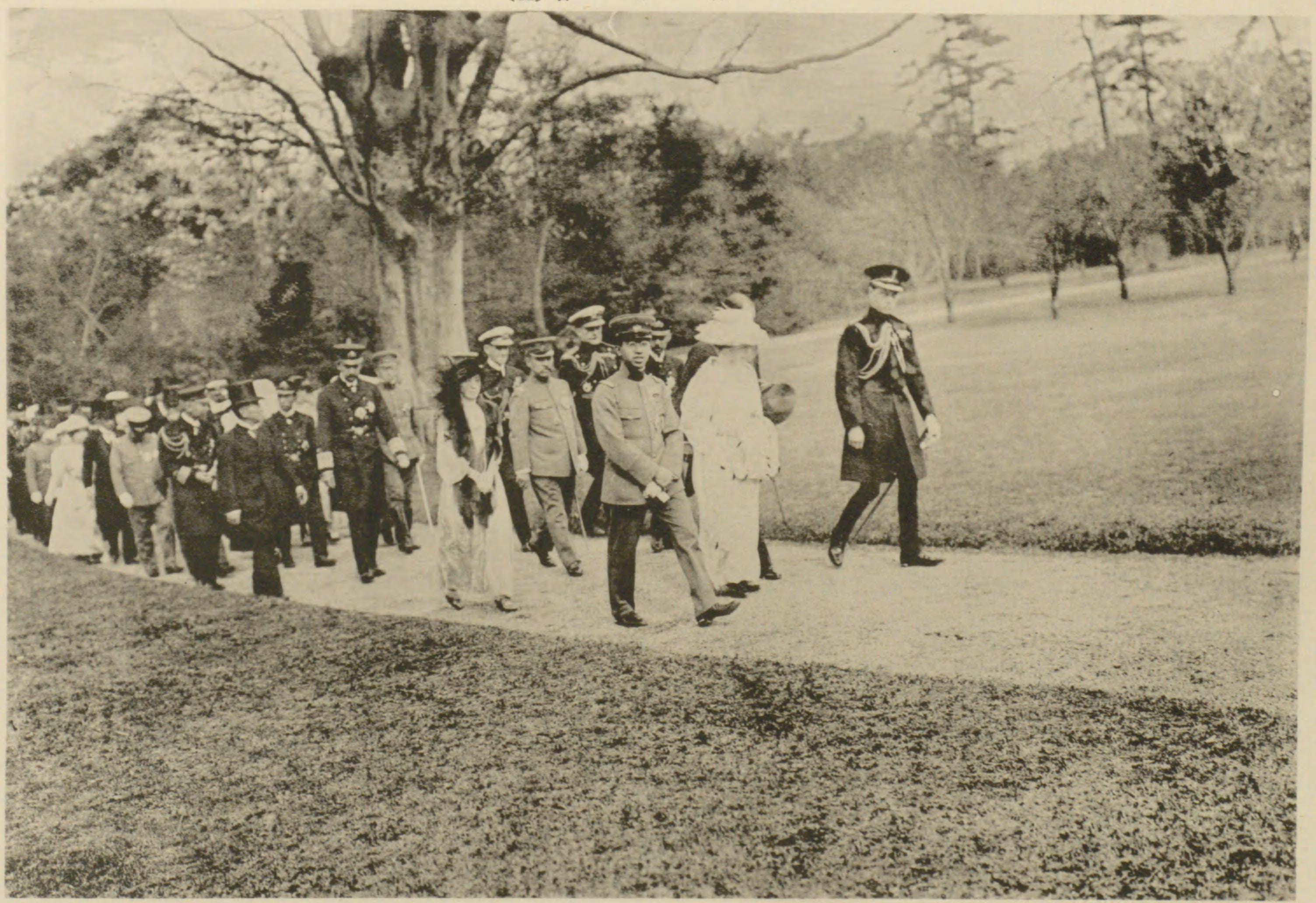
新宿御苑観桜会。右端先頭の陸軍大佐の軍服がエドワード王太子、先頭列中央が貞明皇后、横に皇太子摂政宮裕仁親王、後ろに閑院宮、東伏見宮、同妃、賀陽宮、山階宮、珍田伯ら
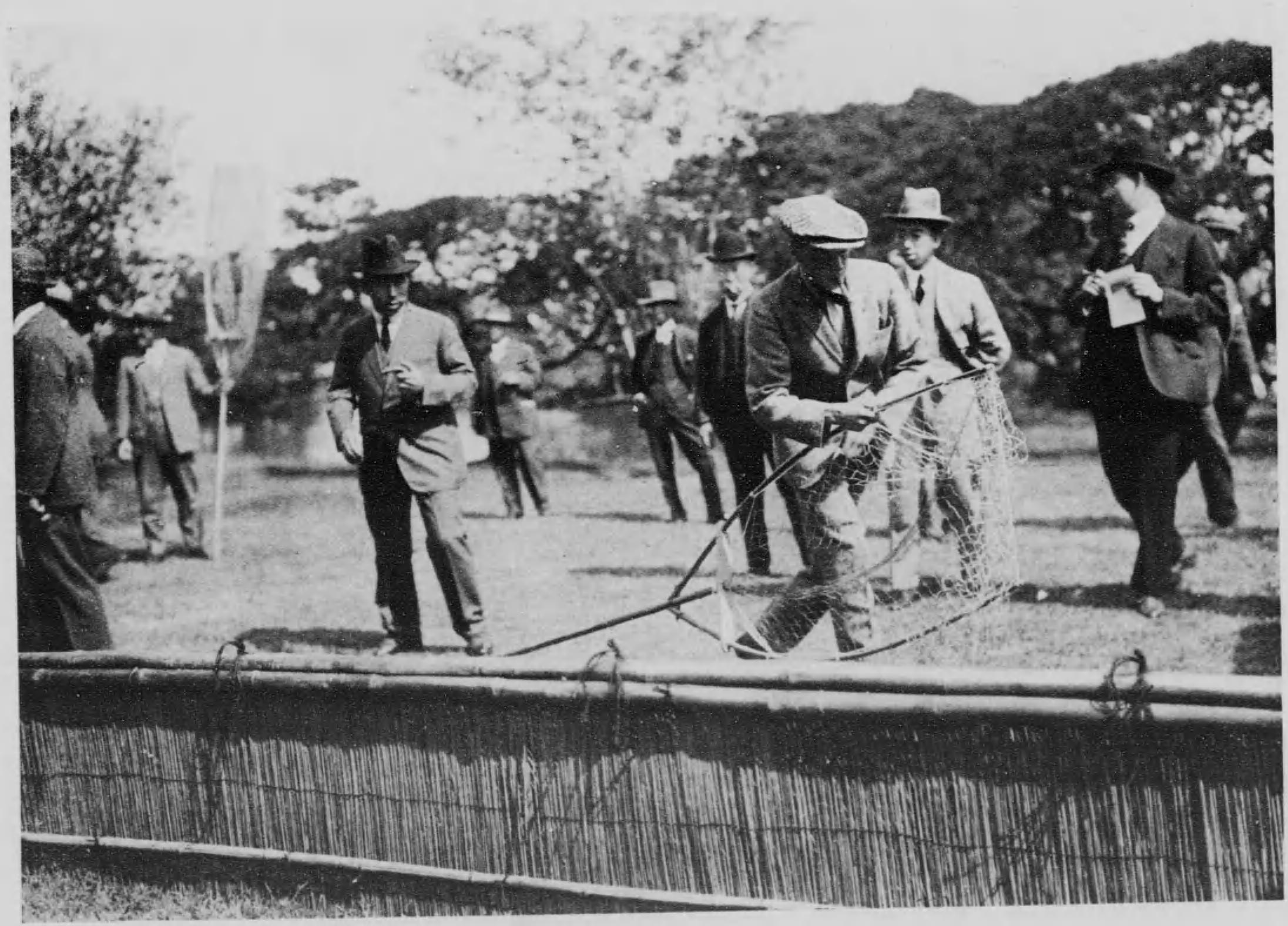
4月17日浜離宮で行われた鴨猟。縞のハンチング帽で網を持っているのがエドワード王太子、その後ろの中折れ帽が裕仁親王
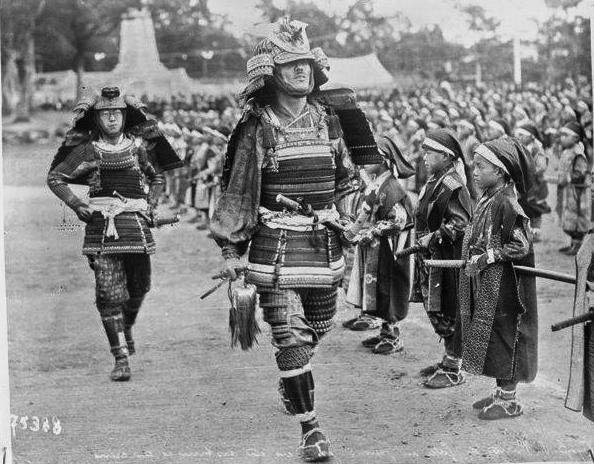
島津邸での鎧姿。
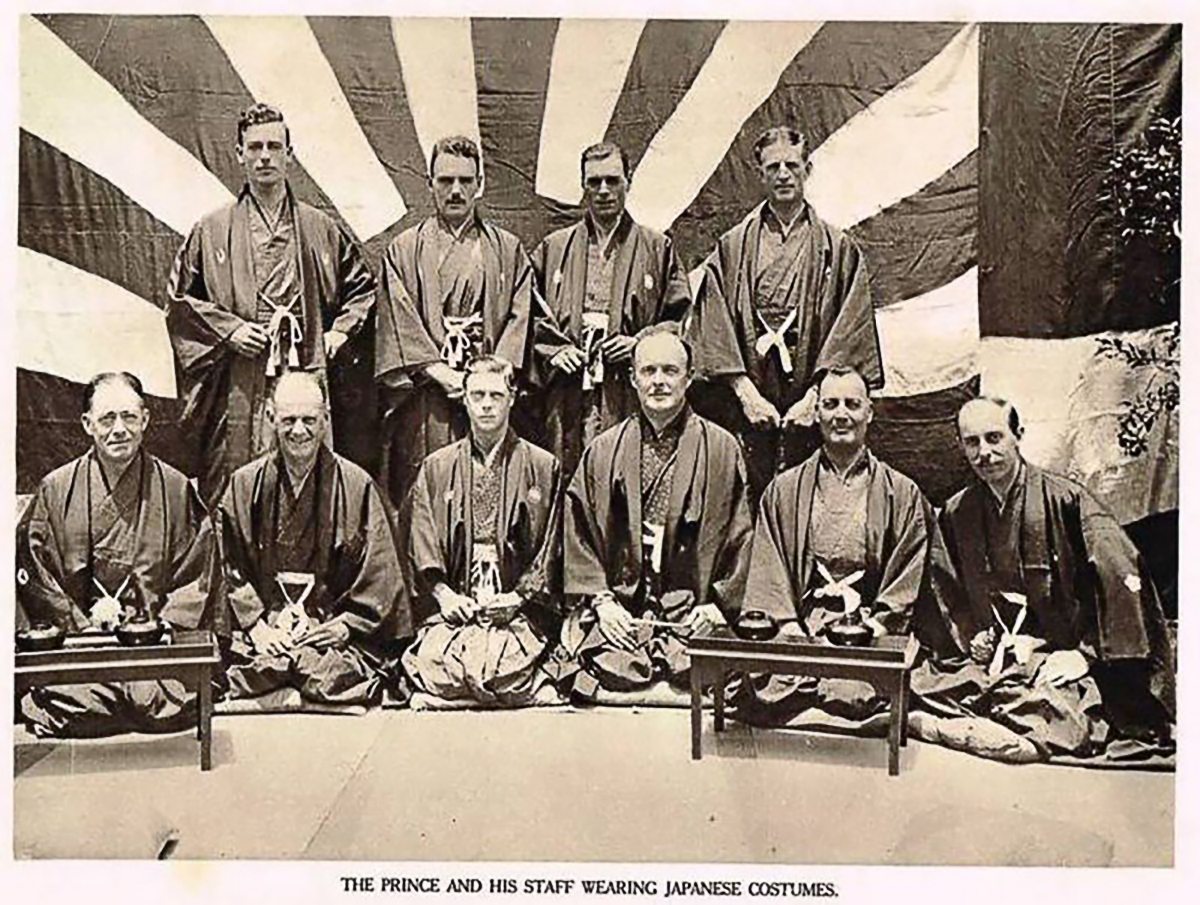
船上パーティでの着物姿。随行員らと。
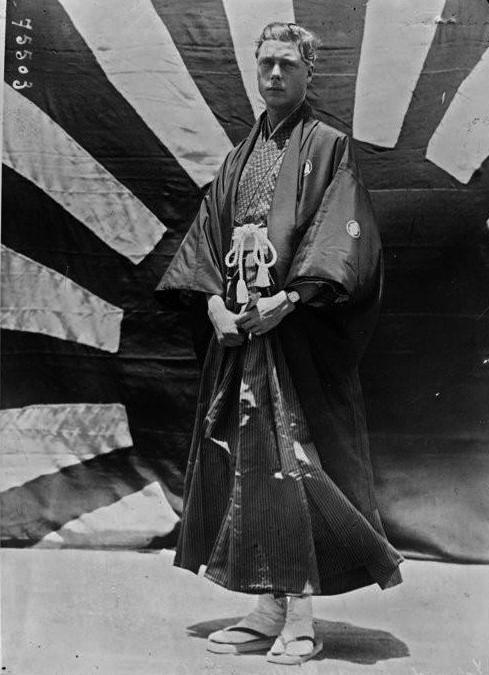
船上パーティでの着物姿。
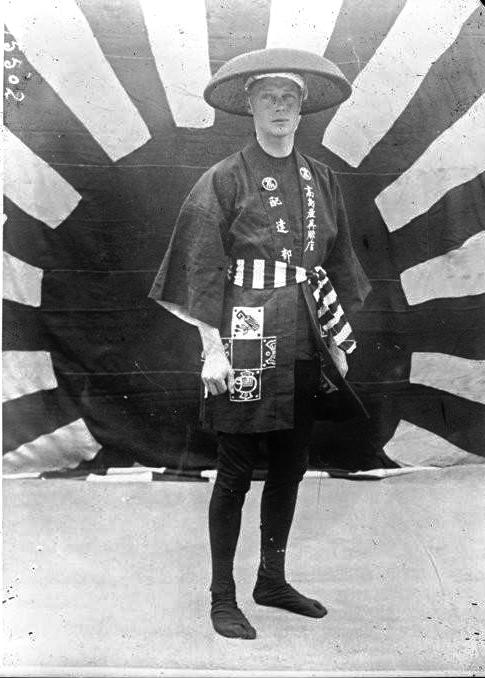
船上パーティで法被を着て車夫に扮する。
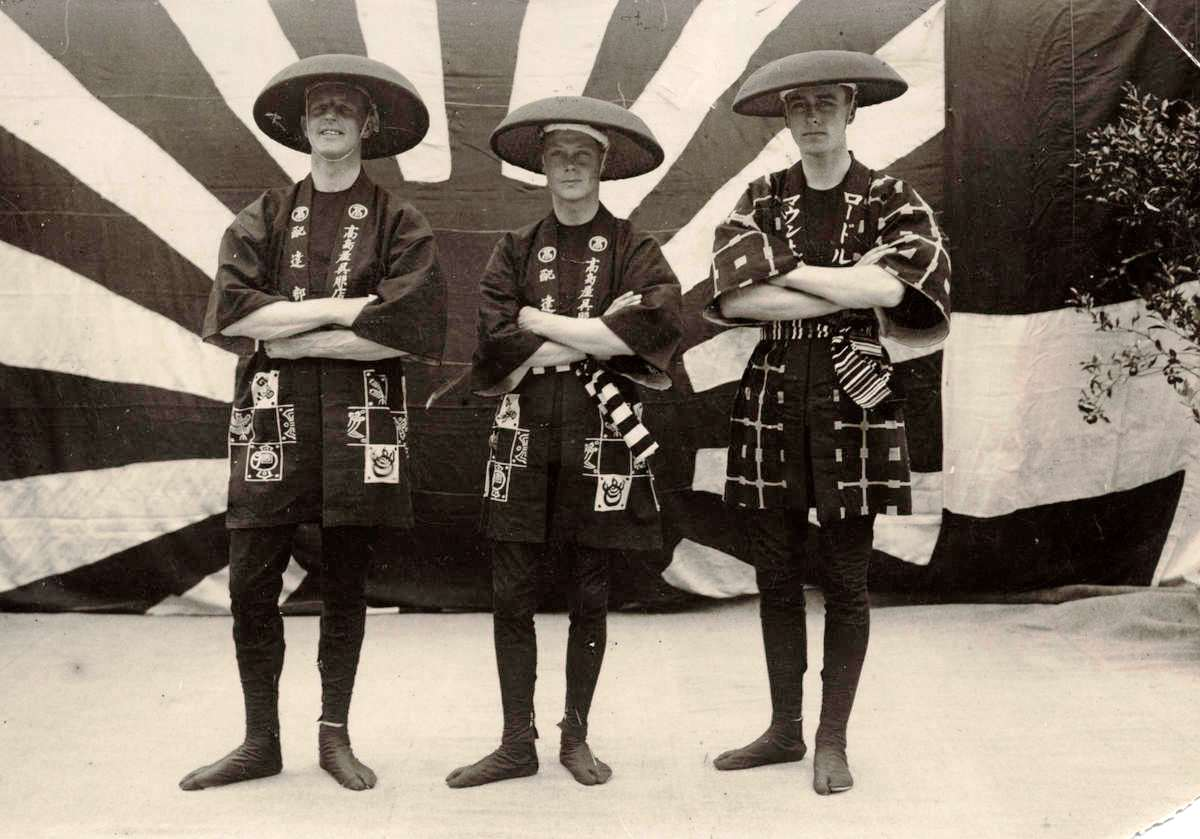
船上パーティでの車夫姿。右はルイス・マウントバッテン

## 栄典

### 王族称号
- 1894年7月16日 – 1898年5月28日
エドワード・オブ・ヨーク王子（His Highness Prince Edward of York）
- 1898年5月28日 – 1901年1月22日
エドワード・オブ・ヨーク王子殿下（His Royal Highness Prince Edward of York）
- 1901年1月22日 – 1901年11月9日
エドワード・オブ・コーンウォール・アンド・ヨーク王子殿下（His Royal Highness Prince Edward of Cornwall and York）
- 1901年11月9日 – 1910年5月6日
エドワード・オブ・ウェールズ王子殿下（His Royal Highness Prince Edward of Wales）
- 1910年5月6日 – 1910年6月23日
コーンウォール公爵殿下（His Royal Highness The Duke of Cornwall）
- 1910年5月6日 – 1936年1月20日
ロスシー公爵エドワード王子殿下（His Royal Highness The Prince Edward, Duke of Rothesay）
- 1910年6月23日 – 1936年1月20日
プリンス・オブ・ウェールズ殿下（His Royal Highness The Prince of Wales）
- 1936年1月20日 – 1936年12月11日
国王陛下（His Majesty The King）
- 1936年12月11日 – 1937年3月8日
エドワード王子殿下（His Royal Highness The Prince Edward）
- 1937年3月8日 – 1972年5月28日
ウィンザー公爵殿下（His Royal Highness The Duke of Windsor）

- プリンス・オブ・ウェールズとしての紋章
- エドワード8世としての紋章
- スコットランドにおけるエドワード8世としての紋章
- ウィンザー公としての紋章

### 軍の階級
- 1911年6月22日 - 海軍士官候補生
- 1913年3月17日 - 海軍大尉
- 1914年11月18日 - 陸軍中尉[12]
- 1916年3月10日 - 陸軍大尉[12]
- 1918年 - 陸軍暫定少佐[12]
- 1919年4月15日 - 陸軍大佐
- 1919年7月8日 - 海軍大佐
- 1922年12月5日 - 空軍大佐
- 1930年9月1日 - 空軍中将
- 1935年1月1日 - 陸海空軍大将
- 1936年 - 陸海空軍元帥[12]
- 1939年 - 陸軍少将
  - その他、外国の国軍においても叙任されている。日本からは1922年4月12日に陸軍大将位を贈られている。

### 勲章
- 1910年、ガーター勲章勲爵士（KG）[12]
- 1916年、ミリタリー・クロス（英語版）（MC）[12]
- 1920年、ロイヤル・ヴィクトリア勲章ナイト・グランド・クロス（GCVO）[12]
- 1921年、インドの星勲章ナイト・グランド・コマンダー（GCSI）[12]
- 1921年、インド帝国勲章ナイト・グランド・コマンダー（GCIE）[12]
- 1922年、シッスル勲章勲爵士（KT）[12]
- 1927年、聖パトリック勲章勲爵士（KP）[12]
- 1936年、バス勲章ナイト・グランド・クロス（GCB）[12][13]

#### 外国勲章
以下、国名五十音順。カッコ内の年代は授与された年。
- アフガニスタン王国：太陽勲章（Order of the Sun）（1928年）
- イタリア王国：受胎告知勲章（1915年）[12]、サヴォイア軍事勲章（1917年）
- イラク王国：二大河勲章（英語版）（1927年）
- エジプト王国：ムハンマド・アリー勲章（Order of Mohammed Ali）（1922年）[12]
- サン・マリノ共和国：サン・マリノ勲章（イタリア語版）（1935年）
- スウェーデン：熾天使勲章（スウェーデン語版）（1923年）
- スペイン：金羊毛勲章（1912年）[12]
- タイ王国：大チャクリー勲章
- チリ：功労勲章（スペイン語版）（1925年）[12]
- デンマーク：象勲章（1914年）[12]
- 日本：大勲位菊花大綬章（1918年）、大勲位菊花章頸飾（1922年）
- ノルウェー：聖オーラヴ勲章（1914年）[12]
- ブラジル：南十字星勲章（1931年）
- フランス：レジオンドヌール勲章（1912年）
- プロイセン王国：ホーエンツォレルン王家勲章（1913年）
- ペルー：ペルーの太陽勲章（スペイン語版）（1931年）
- ベルギー：レオポルド勲章（オランダ語版、フランス語版）（1918年）
- ボリビア：アンデスのコンドル勲章（スペイン語版）
- ポルトガル：キリスト・聖ベネディクト勲章（1931年）
- ルーマニア王国：ミハイ勇敢公勲章（ルーマニア語版）（1918年）[12]、カロル1世勲章（1924年）[12]
- ロシア帝国：聖ウラジーミル勲章（ロシア語版）（1915年）、聖ゲオルギー勲章（ロシア語版）（1916年）[12][14]

この他、ドイツ帝国領邦諸国などからも勲章をもらっている。

### その他
- 1920年、イギリス枢密顧問官[12]
- 1927年、カナダ枢密顧問官[12]

## 備考

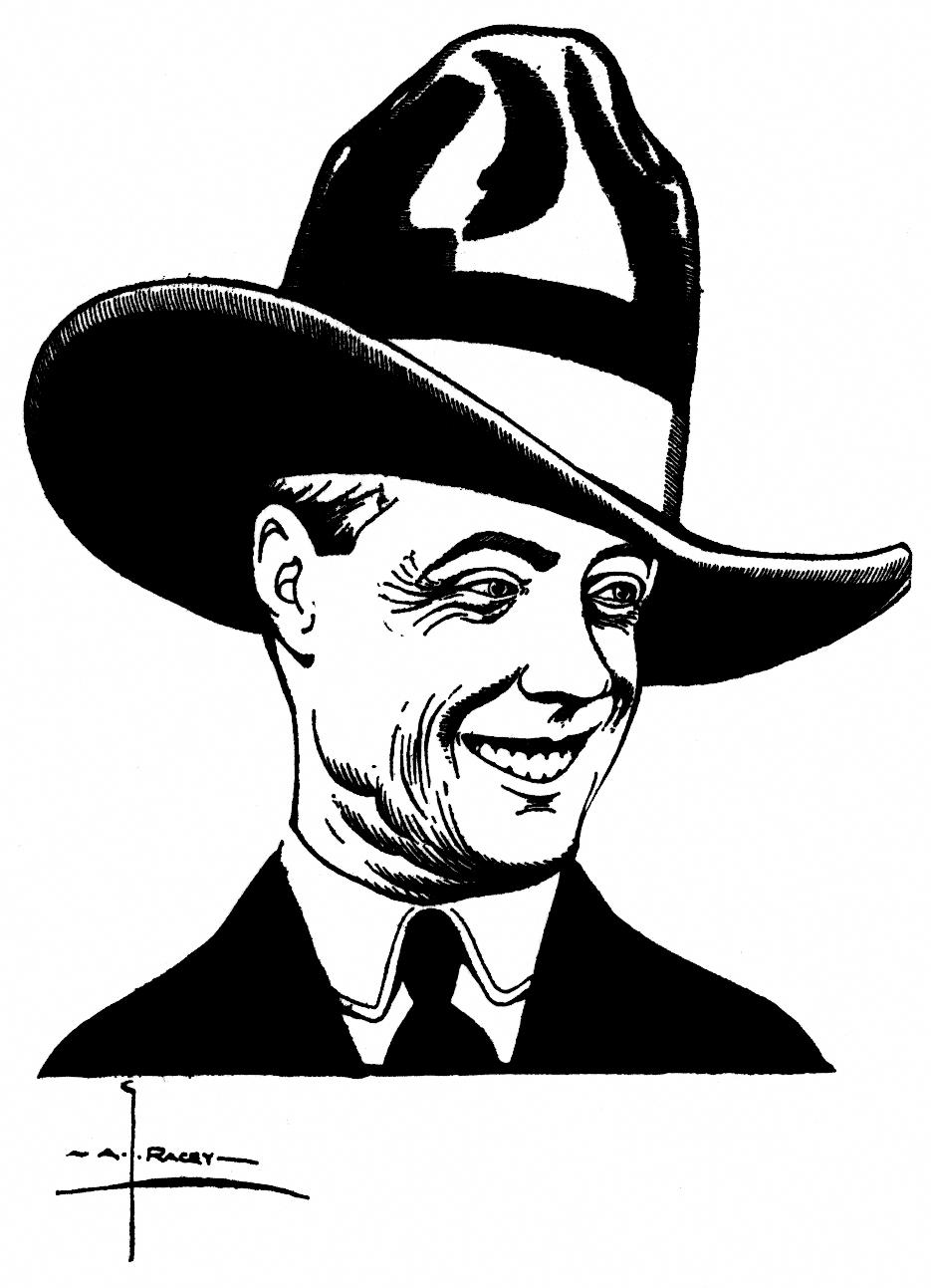
ウェールズ大公エドワードを描いた戯画（1929年）

- 前述の通り、幼少期に乳母から虐待を受けた経験から、長く神経性胃炎と双極性障害を患っていた。また大人になってからも、何か自分に気に入らないことがあると、すぐに大声で泣き叫ぶなど、年不相応に幼い面が多く見られたという。
- 当時としては珍しい襟の大きなワイドスプレッドカラーのシャツを着用していたことから、そのシャツは彼の名前を取ってウィンザーカラーシャツとも呼ばれている。当時普段着として着られていたセーターをゴルフウェアとして着たり、ネクタイの結び方ウィンザーノットの名前の由来になったり（しかし本人は自著で関連を否定している）と、洒落者として知られている。
- 即位前年の1935年に発行された5カナダドル紙幣に肖像が使用されている。
- お召し列車を極端に嫌い、エドワード8世の治世が長く続けばイギリスでのお召し列車が廃れる可能性も大きかった。
- 1937年にトリニダード・トバゴのカリプソニアンであるロード・カレッサーが発表した“Edward VIII”は、当時最も人気のあるカリプソのひとつだった。
- ウォリスとは終生仲の睦まじさをアピールしていたが、実際は晩年にはふたりの仲は冷え切っていたという。また近年公表されたイギリス情報局秘密情報部の資料によると、ウォリスはプリンス・オブ・ウェールズ時代のエドワードとの交際と並行して、別の年下の男性や、ほかにも数人の男性とも交際していたという。
- ウォリスは後にドイツの外相となるリッベントロップとも愛人関係にあったこと、おなじくイギリス情報局秘密情報部から指摘されている。彼が駐英大使としてロンドンにいた1936年前後から関係が始まり、エドワード8世の在位中にも密会を重ねており、英独開戦後にイギリス政府がウィンザー公夫妻をバハマに追いやったのも、ウォリスとドイツ高官との極めて近い関係が、イギリスの戦略機密保持の妨げになりかねないことを警戒したためだった。
- 戦後は、度々パーティーを主催したり、パリとニューヨークを行き来する生活を過ごしていたが、ゴア・ヴィダル等ウィンザー公と会った人々は、一様に彼の愚鈍振りを語っていたという。
- 昭和天皇は皇太子時代の訪欧で、やはり王太子だったエドワードの気さくで闊達な態度に感銘を受けている。帰国後そのスタイルを取り入れて開かれた皇室を目指そうとしたが、これは西園寺公望などの反発に遭って挫折した。その後のエドワードの訪日時にはゴルフで対戦したが、お世辞にも上手とはいえない裕仁親王に苦笑しつつ最大限の手加減をしたエドワードが僅差で勝利を収めている。
- ウォリスとの経緯は、日本では『文藝春秋』の昭和25年10月号に「わが愛の物語・王冠を賭けた世紀の恋」と題した回想録が掲載された。
- フリーメイソンのハウスホールド・ブリゲート・ロッジNo2614のメンバーだった[15]。

## 関連作品
- ウォリスとエドワード 英国王冠をかけた恋 - 2011年のイギリス映画。エドワードとウォリス・シンプソンの「王冠をかけた恋」を、マドンナが映画化した作品。ジェームズ・ダーシーがエドワード8世を演じた。
- 宝塚歌劇団月組公演『エドワード8世－王冠を賭けた恋－』 - トップスター・霧矢大夢/トップ娘役・蒼乃夕妃の退団公演でもある。
- 英国王のスピーチ - 2010年のイギリス映画。ガイ・ピアースがエドワード8世を演じた。
- 炎のランナー - 1981年のイギリス映画。デイビッド・イェランドが皇太子時代のエドワード8世を演じた。

| エドワード8世 (イギリス王) ウィンザー家 ヴェッティン家分家 1894年6月23日 - 1972年5月28日 |                                                                          |                                                    |
| イギリス王室                                                                             |                                                                          |                                                    |
| 先代 ジョージ5世                                                                         | イギリス国王 大英帝国自治領国王 インド皇帝 1936年1月20日-1936年12月11日  | 次代 ジョージ6世                                   |
| 先代 ジョージ皇太子 後のジョージ5世                                                      | プリンス・オブ・ウェールズ コーンウォール公爵 ロスシー公爵 1910年–1936年 | 空位次代の在位者チャールズ皇太子 後のチャールズ3世 |
| イギリスの爵位                                                                           |                                                                          |                                                    |
| 爵位創設                                                                                 | 初代ウィンザー公爵 1937年–1972年                                         | 廃絶                                               |
| 官職                                                                                     |                                                                          |                                                    |
| 先代 サー・チャールズ・ダンダス                                                          | バハマ総督 1940-1945                                                     | 次代 サー・ウィリアム・リンゼイ・マーフィー        |
| 名誉職                                                                                   |                                                                          |                                                    |
| 空位最後の在位者プリンス・オブ・ウェールズ                                               | 聖マイケル・聖ジョージ騎士団 グランドマスター 1917-1936                  | 次代 初代アスロン伯爵                              |
| 新設                                                                                     | 大英帝国騎士団 グランドマスター 1917-1936                                | 次代 メアリー王妃                                  |
| 学職                                                                                     |                                                                          |                                                    |
| 新設                                                                                     | ケープタウン大学学長 1918-1936                                           | 次代 ヤン・スマッツ                                |